# An Affair to Die For
An Affair to Die For (Brasil: Infidelidade ) é um filme de suspense espanhol-italiano de 2019 em língua inglesa, dirigido por Víctor García e estrelado por Claire Forlani, Jake Abel e Titus Welliver.

## Enredo
Holly, uma professora de sucesso, viaja para Aspen para um encontro com seu ex-aluno de 27 anos e atual amante, Everett Alan. Ela coloca a venda deixada para ela e se acorrenta à cabeceira da cama usando as algemas deixadas para ela. Ela não sabe que o homem que entra na sala é o seu marido policial Russell Pierpoint, que faz sexo com ela. Ela gosta do sexo até que se torne desagradável, mas ele ignora seus pedidos para parar e continua, deixando-a chorando depois.
Na sala ao lado, Russell diz a Everett que ele está mantendo a esposa de Everett, Lydia, e sua filha Jessica como refém, e depois sai depois de instruir Everett a mentir para Holly e dizer que ele foi quem acabou de fazer sexo com ela. Everett abre as algemas e Holly o repreende por seu comportamento enquanto ela se veste para sair, mas Russell liga para Everett e o instrui a não deixar Holly sair. Russell então liga para Holly, dizendo que Everett é um homem perigoso responsável pelo desaparecimento de várias mulheres e pedindo que ela escape de alguma forma.
Ao longo do dia, os dois são manipulados por telefone para colocá-los um contra o outro por vingança. Holly entrega a Dave o mensageiro uma nota de que ela está com problemas, mas Russell encontra e envia de volta o dedo anelado de Lydia para Everett como punição. Russell aconselha Everett a usar comprimidos que ele deixou na sala para drogar Holly, mas Holly também usa seu próprio suprimento de comprimidos para drogar Everett. Everett sussurra para Holly que seu marido Russell está mantendo sua esposa e filha como refém e estabelece o encontro inteiro, e ambos ficam inconscientes com as drogas.
Holly acorda e se vê algemada a uma grade da sala e acusa Everett de ser um serial killer, avisando-o de que Russell trará a força policial para detê-lo. Everett encontra Russell espancado e amarrado a uma cadeira de rodas no quarto. Everett libera Holly e eles assistem Russell morrer de uma injeção de um medicamento desconhecido. Uma pessoa com uma voz disfarçada telefona para ela e dá o ultimato de que apenas um dos dois amantes pode sair do hotel para voltar à vida em família. Holly apunhala e mata Everett, depois recebe uma ligação instruindo-a a colocar o telefone no microondas para destruí-lo. Ela é convidada a vir para o 513 para aprender toda a história, mas quando chega, encontra um sistema de vigilância monitorando o quarto de hotel dela e de Everett e descobre a mulher de Everett, Lydia, amarrada e vendada nos olhos na banheira, sem o dedo anelar. Holly a desamarra e verifica o conteúdo de um cartão de memória escondido por Everett antes de sua morte, revelando que Lydia estava envolvida na trama. Lydia entra e confessa que matou os outros dois amantes de Everett, depois pega o cartão de memória, quebra e joga no vaso sanitário. Holly esmaga um vaso de vidro sobre a cabeça de Lydia, matando-a quando dois guardas de segurança abrem caminho na sala e exigem que ela se renda.

## Elenco
- Claire Forlani como Holly
- Jake Abel como Everett
- Titus Welliver como Russell
- Nathan Cooper como Dave
- Melina Matthews como Lydia

## Produção
O filme foi rodado em Sófia, Bulgária. O interior do hotel foi filmado nos estúdios Nu Boyana Film, 84 Kumata Str., Kinocentar, Sófia, Bulgária.
Enquanto An Affair to Die For foi coproduzido por empresas de cinema espanholas e italianas, todos os atores falam inglês. Isso faz sentido em termos de trama, pois o filme se passa em Aspen, Colorado, onde fica o hotel de Holly e Everett.
No entanto, alguns sotaques escaparam, como foi o caso de Lydia. A razão pela qual Lydia tinha sotaque é que a atriz que a interpretou é de ascendência galesa/espanhola.

## Lançamento
O filme recebeu um lançamento limitado nos Estados Unidos em 1 de fevereiro de 2019.

## Recepção
O site Screen Rant comparou a abertura do filme An Affair to Die For, que mostra um carro que pertence a Holly dirigindo por uma estrada de montanha sinuosa à cena de abertura de The Shining. Nele, um carro também está dirigindo por terrenos montanhosos, com estradas sinuosas incluídas. Embora, apesar das semelhanças, não esteja claro se An Affair to Die For referenciou intencionalmente The Shining.